# Frullatore

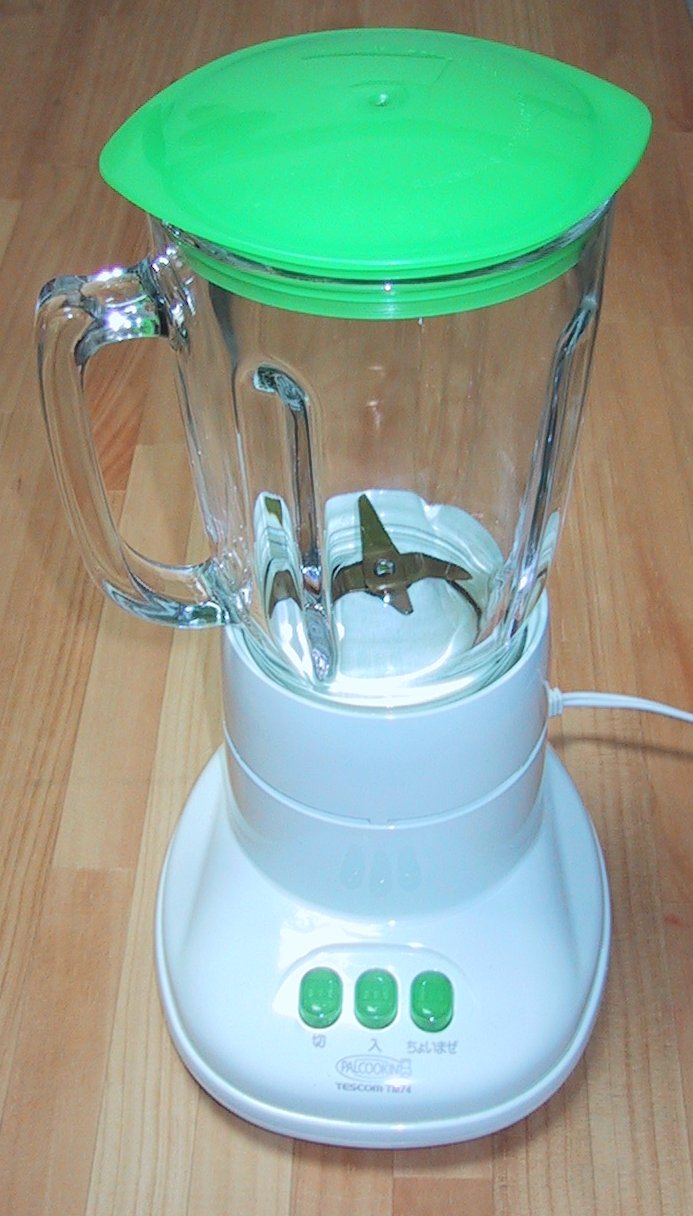
Un frullatore

Il frullatore è un utensile da cucina utilizzato per tritare, mescolare o emulsionare del cibo. Si compone, nella versione "classica", di una base contenente un motore elettrico (da appoggiare sul piano di lavoro), e di un recipiente verticale dotato di coperchio (detto "bicchiere") dove vengono inseriti gli ingredienti.

## Storia
il frullatore elettrico è l'evoluzione di quello manuale. L'inventore del frullatore fu Stephen J. Poplawski. Nel 1922 brevettò il mixer drink (blender), ovvero un elettrodomestico adatto a mescolare liquidi e a preparare il latte al malto noto come Horlicks (una bevanda calda diffusa nei paesi anglosassoni). Qualche anno dopo il progetto venne rivisitato sotto il marchio Hamilton Beach Co. e nel 1933 fu prodotto il modello Miracle mixer che comunque presentava alcune problematiche di tenuta e di utilizzo.
Fred Waring nel 1937 propose il modello Waring blendor, frullatore ridisegnato e riprogettato, che rese l'elettrodomestico popolare. Sempre nello stesso anno, WG Barnard propose al mercato un frullatore con un telaio rinforzato di acciaio inox con il recipiente in vetro Pirex come quello proposto da Waring.
In Europa Traugott Oertli, imprenditore svizzero, lanciò sul mercato il Turmix Standmixer, rivisitando il progetto di Waring. Egli propose anche il Turmix Juicer indicato per ottenere spremute di frutta e/o verdura, disponibile anche come accessorio separato nel frullatore Turmix; questo suscitò notevole interesse per il consumo del succo di frutta e verdura.

## Funzionamento

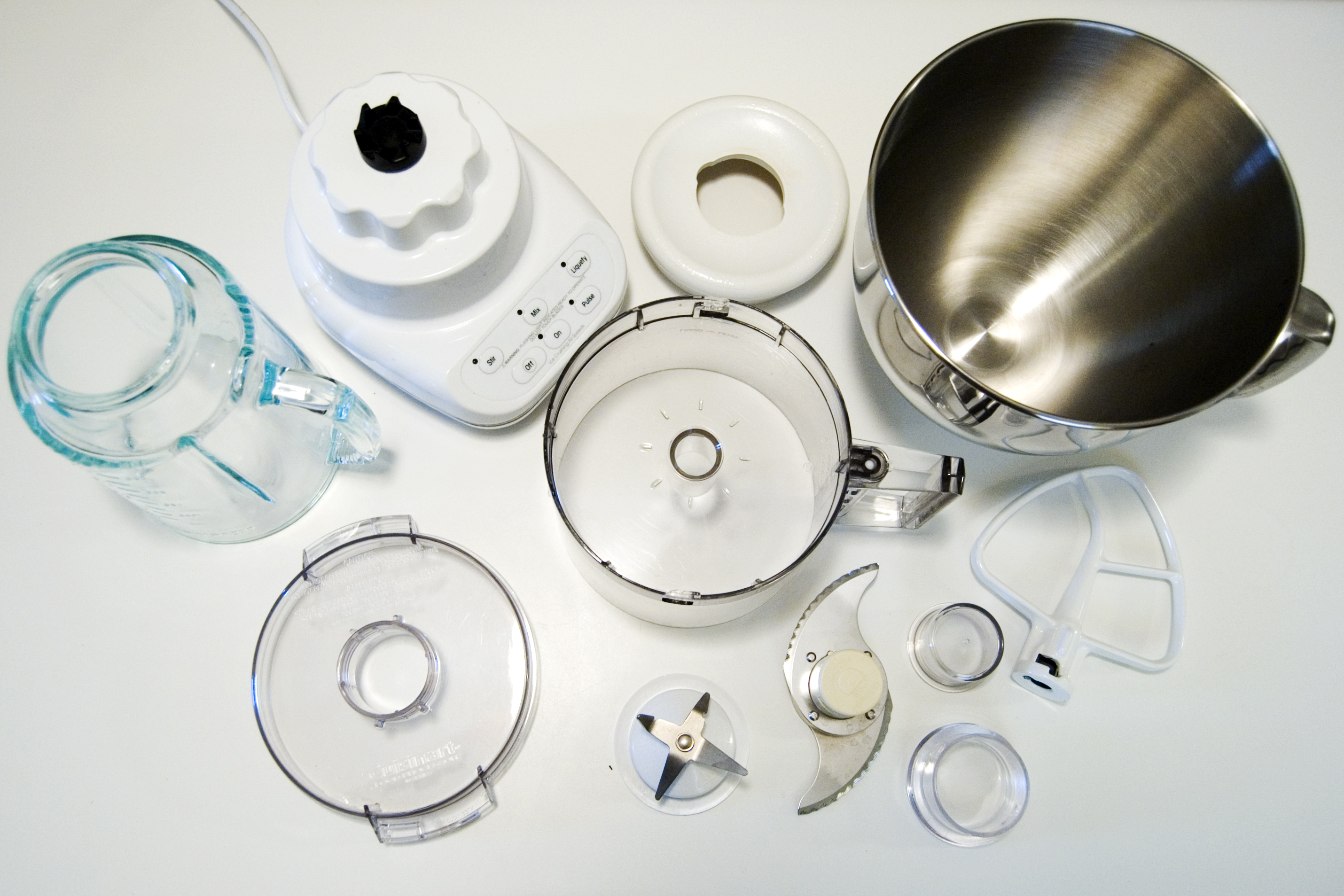
I componenti di un frullatore separati tra loro

Il frullatore è composto da un gruppo base contenente il motore che fa azionare il frullatore stesso, e la parte superiore rimovibile dove è possibile inserire gli ingredienti che devono poi essere frullati, triturati, sminuzzati, miscelati, chiuso da un coperchio per impedire la fuoriuscita degli ingredienti.
Il motore, generalmente dotato di più velocità di rotazione, aziona una lama metallica sagomata "a croce", posta alla base del bicchiere, la cui rapidissima rotazione permette di sminuzzare e mescolare gli ingredienti (ad esempio per produrre sfarinati di frutta a guscio oppure frullati di frutta o verdura), ovvero di emulsionarli, per produrre creme e salse "a freddo" (ad esempio la maionese).
Versioni più recenti di frullatore presentano i componenti invertiti: il recipiente in posizione inferiore e il motore incorporato nel coperchio superiore, che aziona tramite un braccetto verticale la lama, posta comunque al fondo del recipiente. Vengono commercialmente chiamati "tritatutto", ma svolgono le stesse funzioni dell'utensile classico e hanno il vantaggio di essere più facili da svuotare e pulire, e inoltre consentono di cambiare la lama tra varie tipologie in dotazione.
I frullatori moderni sono realizzati con la maggior parte delle parti in plastica contrariamente ai primi modelli, tranne ovviamente le lame che devono essere di metallo.